# Hacène Megouas
Hacène Megouas est un footballeur algérien né le 17 mai 1983 à Bordj Bou Arreridj. Il évolue au poste de défenseur à l'USM Sétif.

## Biographie
Il évolue en Division 1 avec les clubs de l'ES Sétif et de l'ASO Chlef.
Il dispute 27 matchs en première division algérienne entre 2005 et 2007 avec l'équipe de Chlef, inscrivant un but. Il joue également avec cette équipe cinq matchs en Coupe de la confédération lors de l'année 2007.

## Palmarès
- Finaliste de la Coupe d'Algérie en 2005 avec l'USM Sétif